# HTC Sense
HTC Sense 是智慧手机廠商HTC所開發的一款针对Android及Windows Mobile平台上的使用者界面。2009年6月24日首次搭载于Android手機HTC Hero中；2009年8月6日搭載于Windows Mobile手機HTC HD2；后被内置在大多数HTC手机中。由于微軟公司不允許手機公司更改Windows Phone平台所預設的使用者介面，所以HTC公司不再开发Windows Phone平台的HTC Sense。
HTC Sense前身为 TouchFLO 和 TouchFLO 3D。與TouchFLO 3D的特色分頁畫面不同，Android版的HTC Sense加入了原生介面沒有的大量桌面小工具和應用程式，同時設計全新的桌面(Launcher)、應用程式清單（App drawer）和螢幕解鎖畫面（lock screen）。

## 历史版本

### HTC Sense（2009）
修改自 Android 1.5（開發代號 Cupcake），首先搭載於 HTC Hero 手機。此版的 Sense 將某些程式加入與 Facebook 和 Twitter 等社交網路相連的功能。

### Espresso （2010）
Espresso 是特別為 T-Mobile myTouch 系列手機設計的 Sense 介面開發代號。搭載於 T-Mobile myTouch 3G Slide (HTC Espresso) 及 T-Mobile myTouch 4G（HTC Glacier）兩款手機。內建的小工具及程式和 Sense 無異，但操作介面及程式背景由綠色改為藍色。主畫面多了一個 "Pushed in" 程式。

### Sense 2.0 （2010）
修改自 Android 2.1 (開發代號 Eclair)，首款搭載於 HTC Desire 及 HTC Legend 手機，HTC Hero 及 HTC Magic 也能透過升級取得。此版加入了 FriendStream 社交網路程式及類似 Mac OS X Exposé 的主畫面全覽 (Leap) 功能。

### Sense 3.0 （2011）
修改自 Android 2.3 (開發代號 Gingerbread)，Sense 3.0 初次發表於 HTC Sensation 手機。此版內建了 HTC Watch 線上影片服務，並重新設計螢幕解鎖畫面，可快速開啟常用程式並可選擇要顯示天氣或照片等小工具。同時滑動主畫面時加入了 3D 轉場特效。

### Sense 3.6 （2012）
Sense 3.6 是特別為舊款 HTC 手機設計的 Android 4.0 (開發代號 Ice Cream Sandwich [ICS]) 操作介面。風格和 Sense 3.0 相似，但在主畫面下方加入了與 Android 4.0 類似的程式捷徑列。首款出現於 HTC Sensation 及 HTC Vivid，可透過升級取得。

### Sense 4.0（2012）
首款搭載於 HTC One X, HTC One S, HTC Evo 4G LTE 與 HTC One V。此版比舊版更輕巧快速，簡化了 3D 特效，於主畫面下方加入了程式捷徑列，可放置常用程式，並修改了加入小工具的方式。

### Sense 4.1（2012）
2012 年 8 月 18 日發佈，搭載於 HTC One X, HTC One S, HTC J
與 HTC Evo 4G LTE 手機，升級到 Android 4.0.4 和 HTC Sense 4.1。

### Sense 4+（2012）
2012 年 11月發佈，搭載於 HTC One X+ 和  HTC One S Special Edition  以及HTC Butterfly手機， HTC One X，HTC One S也可透過升級取得，之後一些使用Sense4.0、4.1的手機可經由更新來升級

### Sense 5 （2013）
2013年 2月發佈，搭載於2013年最新旗艦機The New HTC One、Butterfly S、Desire 600。
HTC Butterfly、HTC One X、HTC One SV經由升級更新至Android4.2.2以及HTC Sense 5，並獲得BlinkFeed首頁。

### Sense 5.5 （2013）
2013 年 10月發佈，搭載於HTC One Max。為sense 5.0的升級及改進，加強blinkfeed功能，通知欄快捷鍵順序的更換，音樂視效，編輯zoe影片長度以及自選背景音樂等。

### Sense 6（2014）
2014 年 3月發佈，搭載於HTC One (M8)。BlinkFeed及Boomsound功能增強，新增簡易模式，重新加入主題，新增改變字型功能，新增 Motion Launch 手勢啟動功能，極致省電模式，使用雙鏡頭拍照達到refoucus以及3D效果相片等創新功能。

### Sense 7（2015）
2015年3月隨著HTC One M9一同發表，強化了主題功能並增加了主題app「HTC Theme」讓用戶自訂主題、變更圖示，也增加了自訂導航列的功能，相片集也加入了更豐富的相片編輯功能「雙重曝光、線性效果」等，Motion Launch 手勢啟動也能夠自訂功能是否啟動。

### Sense 8（2016）
2016年4月發布，搭載於HTC 10。強化Motion Launch 手勢啟動功能快速啟動相機，在螢幕關閉時候用手指快速往下滑動兩次，即可啟動相機。新增專屬個性化音效設定、HTC自我風格桌面設計FreeStyle。
Freestyle自我風格桌面，取消桌面應用程式固定擺放位置的框架，不限位置放置，讓應用程式融入桌布成為一體。缺點是大量下架自家app,如：相簿，dot view,car mode,zoe等……

### Sense 9 （2017）
搭載於HTC U11和HTC U11+。

### Sense 10 （2019）
U11升級到Android 9所預載。
已支援機種：
- U11+
- U12+
- EXODUS 1

### Sense 0（2020）
搭載於HTC U20 5G和HTC Desire 20 Pro。幾乎沒有HTC的客製化特色與功能，大致上是原生Android 10的介面。

## 資料來源
1. ↑  HTC Hero 發布：同步上映HTC SENSE 軟件界面宣告（更新） （页面存档备份，存于） ENGADGET 中國版

## 外部連結
- HTC 宏達國際電子（页面存档备份，存于）
- HTC Sense（页面存档备份，存于）